# Уейский, Станислав
Станислав Уейский (пол. Stanisław Ujejski; (1891—1980) — польский военный деятель, генерал бригады Войска Польского.

## Биография
Первое офицерское звание получил во время службы в австро-венгерской армии.
Во время Первой мировой войны — командир кавалерийского эскадрона, затем служил в пехоте, позже — летчиком-наблюдателем воздушного шара. С ноября 1918 года в польской армии.
В межвоенный период С. Уейский служил в различных штабных и армейских должностях, в 1932—1937 годах — комендант Центра подготовки офицеров авиации в Демблине.
В 1937—1939 годах — начальник штаба военно-воздушных сил Польской Республики. С августа 1939 года — начальник штаба главнокомандующего военно-воздушных сил и ПВО Польши.
После кампании 1939 года выехал во Францию, где с марта по июль 1940 года исполнял обязанности заместителя командующего ВВС Польши.
С июля 1940 до сентября 1943 года генеральный инспектор ВВС Польши в Великобритании. В 1945 году поселился в Канаде.